# MyDOL
Mydol (estilizado como MyDol ou MyDOL) é um reality show sul-coreano que documentou a formação e o processo de estréia da boy band, VIXX. Ele estreou na Mnet em 12 de abril de 2012.

## Premissa
Um grupo de 10 estagiários de ídolos da Jellyfish Entertainment são colocados através de várias atividades e missões para determinar o grupo seleto que vai estrear como parte de um grupo ídolo de seis membros em 24 de maio de 2012 no M! Countdown.

## Formato
A primeira metade da série serve como uma competição de estilo de eliminação entre os 10 estagiários, em que os ídolos em potencial que mostrar o melhor talento e promessa serão escolhidos para o grupo final.
A segunda metade da série segue as atividades de pré-estréia dos últimos seis membros que formaram o grupo.

## Trainees
(Idades e alturas, no momento das filmagens do programa)
| Competidor         | Competidor     | Idade | Altura | Posição | Resulto   |
| Nome de nascimento | Nome artístico | Idade | Altura | Posição | Resulto   |
| ------------------ | -------------- | ----- | ------ | ------- | --------- |
| Cha Hak-yeon       | N              | 22    | 180 cm | Dance   | VIXX      |
| Jung Taek-woon     | Leo            | 22    | 183 cm | Vocal   | VIXX      |
| Lee Jae-hwan       | Ken            | 20    | 180 cm | Vocal   | VIXX      |
| Kim Won-sik        | Ravi           | 19    | 183 cm | Rap     | VIXX      |
| Lee Hong-bin       | Hongbin        | 19    | 181 cm | Vocal   | VIXX      |
| Han Sang-hyuk1     | Hyuk           | 17    | 181 cm | Dance   | VIXX      |
| Ro Nakhun          | Nakhun         | 22    | 179 cm | Vocal   | Eliminado |
| Shin Yoonchul1     | Yoonchul       | 19    | 184 cm | Vocal   | Eliminado |
| Lee Byoungjun1     | Byoungjun      | 19    | 180 cm | Rap     | Eliminado |
| Lee Daewon         | Daewon         | 21    | 184 cm | Vocal   | Eliminado |

1Um dos três membros adicionados posteriormente por Hwang Se-jun.

## Progresso de eliminação
| Trainee   | Episódio | Episódio | Episódio |
| Trainee   | 2        | 3        | 4        |
| --------- | -------- | -------- | -------- |
| Leo       | SAFE     | VIXX     | N/A      |
| N         | SAFE     | VIXX     | N/A      |
| Ravi      | SAFE     | N/A      | VIXX     |
| HongBin   | IN       | N/A      | VIXX     |
| Hyuk      | SAFE     | N/A      | VIXX     |
| Ken       | LOW      | N/A      | VIXX     |
| Nakhun    | IN       | N/A      | OUT      |
| Yoonchul  | IN       | N/A      | OUT      |
| Byoungjun | SAFE     | N/A      | OUT      |
| Daewon    | LOW      | OUT1     | N/A      |

1 O candidato foi eliminado no início do episódio.

Chave
N/A O candidato não estava envolvido no call-out para esse episódio.

SAFE O candidato foi escolhido como parte do grupo de topo.

 IN  O candidato fazia parte do grupo de fundo, mas estava seguro.

 LOW  O candidato fazia parte dos do grupo de fundo e em perigo de ir para casa.

 OUT  O candidato foi eliminado e não escolhido para a line-up final.

 VIXX  O candidato foi escolhido para fazer parte da line-up final.

## Carreiras Pós-MyDOL
- Ro Nakhun estreou em fevereiro de 2013 como membro do grupo Demion.[2]
- Shin Yoonchul transferido para Stardom Entertainment estreou com sucesso como um dos 13 membros do grupo de hip-hop, Topp Dogg em 24 de outubro de 2013, sob o nome artístico Nakta.[3]
- Daewon estreou no início de 2014 como membro do grupo OFFROAD.[4]
- Lee Byoungjun, nome artístico de Teddie Lee como ex-treinee da YG, tem o canal no youtube chamado T.ilLee onde promove suas musicas.[5]